# Karen McDougal

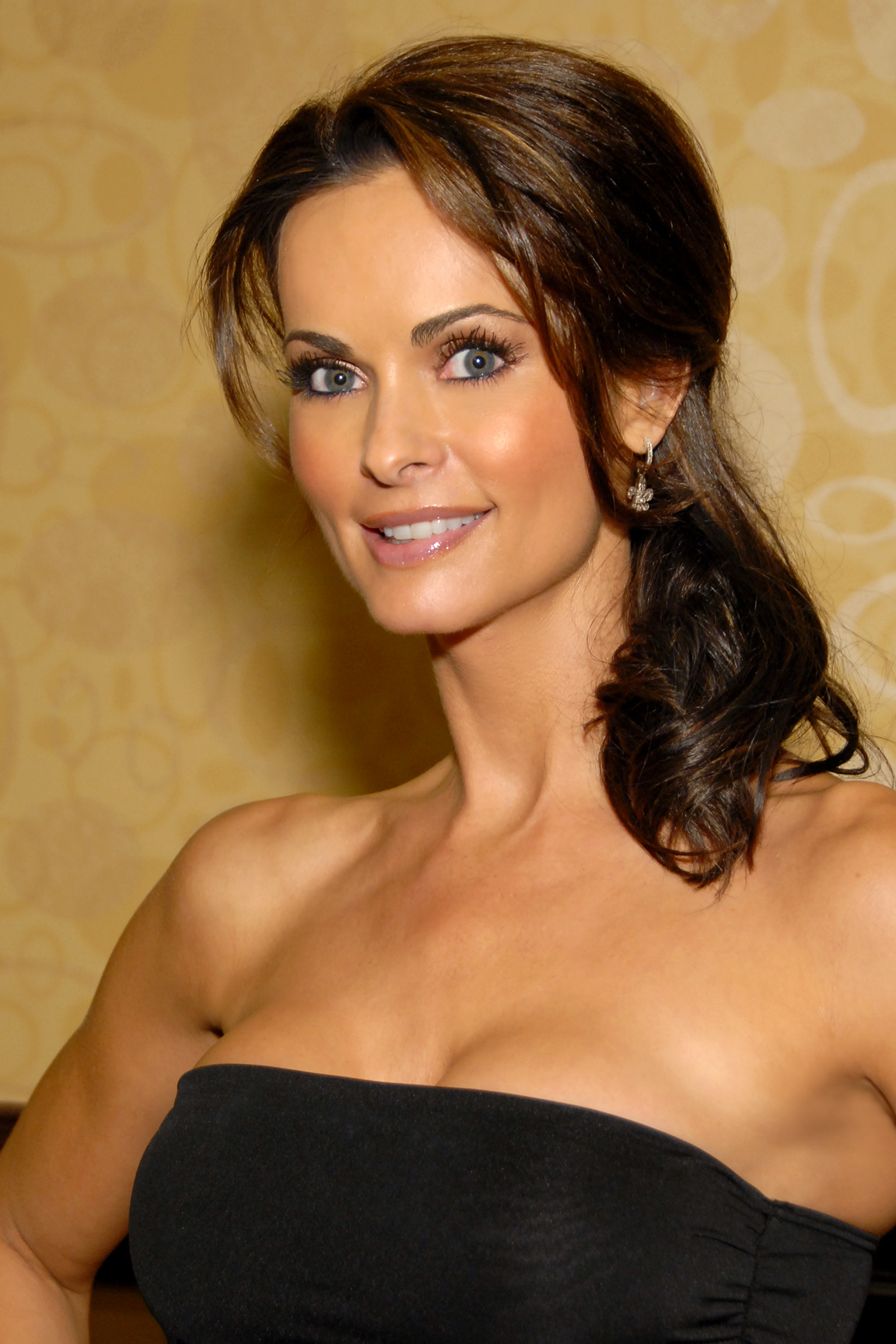
Karen McDougal (2011)

Karen McDougal (* 23. März 1971 in Merrillville, Indiana) ist eine US-amerikanische Schauspielerin und Fotomodell.

## Leben
McDougal wurde in der US-amerikanischen Kleinstadt Merrillville in der Nähe von Gary geboren. McDougal hat indianische (Cherokee) und irische Vorfahren.
Nachdem sie einen Schönheitswettbewerb gewonnen hatte, gab sie ihre Tätigkeit als Vorschullehrerin auf und arbeitete fortan als Model und Hostess. Im Dezember 1997 war McDougal als „Playmate des Monats“ in der US-Ausgabe des Playboy abgebildet. Später wurde sie zum „Playmate des Jahres 1998“ gewählt.
Sie wurde ein gefragtes Fitnessmodel und war mehrfach auf den Titelbildern US-amerikanischer Fitnessmagazine abgebildet.
Im Februar 2018 äußerte sie öffentlich, sie habe von Juni 2006 bis April 2007 eine Affäre mit Donald Trump gehabt, dem späteren US-Präsidenten von 2017 bis 2021. Sie traf ihn auf dem Anwesen des Playboy-Gründers Hugh Hefner in Los Angeles, wo Trump eine Folge seiner TV-Show The Apprentice drehte. Diese Affäre fand parallel statt zu der von Trump bestrittenen angeblichen Affäre mit der Pornodarstellerin Stormy Daniels und damit ein Jahr nach seiner Hochzeit mit Melania Trump. Das Blatt National Enquirer habe für diese Exklusivgeschichte 150.000 Dollar gezahlt, sie aber nie veröffentlicht. Der Herausgeber David Pecker, ein Vertrauter von Trump, kaufte diese potenziell brisante Geschichte, nicht um sie zu drucken, sondern um sie zu „beerdigen“ – ein Vorgehen, das im Medienbereich „catch and kill“ genannt wird.
McDougal reichte im März 2018 Klage gegen das Unternehmen American Media ein, sprach öffentlich über die angebliche Affäre und entschuldigte sich bei Melania Trump.
Der Prozess endete im April 2018 mit einer außergerichtlichen Einigung, die es McDougal unter anderem erlaubt, über die angebliche Affäre mit Donald Trump zu sprechen.
Im August 2018 gab Trumps langjähriger Anwalt Michael Cohen vor einem Gericht zu, kurz vor der Präsidentschaftswahl am 8. November 2016 im Auftrag von Trump Schweigegeld an McDougal und Daniels gezahlt zu haben.
Im Herbst 2020 wies eine Bundesrichterin ihre Klage gegen den Moderator Tucker Carlson wegen Verleumdung (defamation) mit der Begründung zurück, es sei allgemein bekannt, dass Carlson in seiner Sendung keine Fakten, sondern Kommentare und Übertreibungen verbreite. Dies sei durch das First Amendment gedeckt. Carlson hatte ihr zuvor vorgeworfen, Donald Trump erpresst zu haben.

## Filmografie (Auswahl)
- 2000: 3 Engel für Charlie (Charlie’s Angels)
- 2001: Joe Dreck (Joe Dirt)
- 2001: The Arena (Gladiatrix)
- 2003: Grind – Sex, Boards & Rock’n’Roll
- 2004: The Girl Next Door
- 2005: Jake in Progress (Fernsehserie)
- 2008: Stiletto
- 2013: Anger Management (Fernsehserie)